# أغوستينو أبانياله
أغوستينو أبانياله (بالإيطالية: Agostino Abbagnale)‏ هو لاعب أولمبي لرياضة تجديف من إيطاليا. شارك في الأولمبياد الصيفي في 1988–2000، وفاز بما مجموعه 3 ميداليات.

## الميداليات
| ذهب | فضة | برونز | المجموع |
| 3   | 0   | 0     | 3       |

## روابط خارجية
- أغوستينو أبانياله على موقع الاتحاد الدولي للتجديف (الإنجليزية)
- أغوستينو أبانياله على موقع اللجنة الأولمبية الدولية (الإنجليزية)
- أغوستينو أبانياله على موقع أوليمبيديا (الإنجليزية)
- أغوستينو أبانياله على موقع اللجنة الأولمبية الإيطالية (الإيطالية)
- أغوستينو أبانياله على موقع CONI honoured athlete website (الإيطالية)